# الکاون
الکاون (به آلمانی: Alkoven) یک سکونتگاه مسکونی در اتریش است که در Eferding District واقع شده‌است.

## خصوصیات
الکاون ۴۳ کیلومترمربع مساحت دارد ۲۶۸ متر بالاتر از سطح دریا واقع شده‌است.